# Eyre (jezioro)
Eyre (po angielsku oficjalnie Kati Thanda–Lake Eyre) – jezioro endoreiczne położone w Australii Południowej. W nieczęstych przypadkach, kiedy zostaje wypełnione wodą, staje się największym jeziorem w Australii. Jest też najniżej położonym miejscem w Australii (w depresji piętnaście metrów poniżej poziomu morza). Przy maksymalnym wypełnieniu zajmuje powierzchnię około 9,5 tysięcy kilometrów kwadratowych.
Jezioro odkrył w 1839 Edward John Eyre. Nazwa Kati Thanda jest tradycyjną, aborygeńską nazwą jeziora.
Jezioro znajduje się na pustyni w głębi Australii, w środkowo-północnej części stanu Australia Południowa. Położone jest w Wielkim Basenie Artezyjskim, w samym centrum dużego basenu endoreicznego. Dno jeziora pokryte jest charakterystyczną dla tych systemów warstwą soli. Nawet w suchym sezonie w jeziorze znajduje się trochę wody, zazwyczaj w postaci mniejszych jezior i dużych kałuż pokrywających wysuszone dno. W czasie sezonu deszczowego jezioro zasilane jest wodami rzek płynących z północnego Queenslandu (Cooper Creek i Warburton). Ilość wody w jeziorze uzależniona jest też od lokalnych opadów deszczu. Małe powodzie (wzrost poziomu jeziora o 1,5 m) zdarzają się mniej więcej co trzy lata, duże powodzie (4 m) zdarzają się co 10 lat. Jezioro wypełnia się całkowicie lub prawie całkowicie kilka razy (około czterech) na stulecie. Woda po małych i średnich powodziach wyparowuje przed końcem następnego lata.
W okolicach jeziora 27 listopada 2015 roku zaobserwowano upadek meteorytu Murrili. Meteoryt odnaleziono 31 grudnia 2015 roku. Jego waga wynosi 1,7 kg, a wiek szacowany jest na 4,5 miliarda lat.